# (38071) 1999 GU3
1999 GU3 (asteroide 38071) é um asteroide Amor. Possui uma excentricidade de 0.50758398 e uma inclinação de 12.74246º.
Este asteroide foi descoberto no dia 10 de abril de 1999 por LINEAR em Socorro.